# Votez pour moi (émission)
Pour les articles homonymes, voir Votez pour moi.
Votez pour moi est une émission de radio humoristique belge francophone, présenté par André Lamy et Olivier Leborgne sur Bel RTL. L'émission revient sur l'actualité en caricaturant diverses personnalités du monde politique belge. Elle est diffusée du lundi au vendredi à 8h15.
Votez pour moi fut également adaptée à la télévision sur RTL-TVI à quelques occasions et sous la forme d'une bande dessinée.

## Principe
L'émission revient sur l'actualité des derniers jours, principalement du monde politique belge. Olivier Leborgne joue le rôle de journaliste. Il interviewe différentes personnalités mises en scènes et imitées par André Lamy et le reste de l'équipe, en particulier des politiciens, des membres de la famille royale, des syndicats ou encore des policiers.

## Historique
En voyant passer des séquences de l’humoriste français Laurent Gerra sur Bel RTL, André Lamy propose au directeur de la radio de faire « un rendez-vous d'humour belgo-belge ». L'émission est diffusée pour la première fois le 14 mai 2007. Elle n'est prévue à l’origine que pour durer trois semaines, pour accompagner les élections de 2007.
Frédéric Du Bus quitte l'émission en juin 2010, à la fin de la saison. Il dit avoir passé « trois années merveilleuses mais épuisantes ». Il est remplacé en septembre par Olivier Leborgne.
Le 14 juin 2012, Elio Di Rupo alors Premier ministre, est invité pour les 5 ans de l'émission. Il s'est livré au jeu d'interroger son « double » joué par André Lamy. L'émission prévoit également de changer leur façon de travailler, en constituant une équipe d'auteurs, et où les deux chroniqueurs choisiraient chaque matin parmi les différents sujets proposés. Jusque-là, seul Xavier Diskeuve s'occupait de l'écriture.
En septembre 2017, l'émission fête ses 10 ans. Une émission spéciale est programmée dans une salle de spectacle où sont conviés différents personnalités du monde politique belge. Plusieurs personnalités souvent caricaturées dans l'émission donnent également à l'occasion leur rapport à Votez pour moi, dans un article de La DH.
Le 8 mars 2018, l'émission reçoit la visite de Joëlle Milquet à l'occasion de la Journée internationale des femmes. En novembre 2018, le journaliste Christophe Giltay et Vanessa Lhuillier rejoignent l'équipe. Une polémique a lieu en janvier 2019 quand des propos « vulgaires » et « déplacés » sont tenus envers Joëlle Milquet. La direction de Bel RTL s'excuse dans une lettre et admet un « dérapage ».

## Chroniqueurs
- André Lamy
- Frédéric du Bus (2007-2010)
- Olivier Leborgne (depuis 2010)[2]
- Xavier Diskeuve[12]
- Vanessa Lhuillier
- Christophe Giltay (depuis 2010)[10]
- Jules
- Marcel Sel
- Benoît Noël[10]
- Vincent Peiffer
- Alain Raviart[13]

## Adaptation
L'émission a été adaptée à la télévision sur RTL-TVI pendant la période électorale de 2014 et celle de 2019, juste après le journal télévisé de 19 h. Les deux chroniqueurs ont enfilés des déguisements des différentes personnalités politiques qu'ils imitent habituellement ,.
Une bande dessinée voit le jour en avril 2019, scénarisée par Olivier Leborgne et André Lamy, et dessinée par Marco Paulo. L'album contient une vingtaine de sketchs où les imitateurs sont mis dans la peau de leurs personnages. André Lamy précise également à sa sortie qu'ils souhaitent faire d'autres albums.